# Nawabganj (Katihar)
Nawabganj és una població del districte de Katihar a Bihar (abans formà part del districte de Purnia) situada a 25° 29′ N, 87° 17′ E / 25.483°N,87.283°E a uns 55 km de Purnia i a uns 20 km de la riba del Ganges a l'altre costat de Sahibganj. El poble de Bakhmara, a 1 km, en forma part. La població al final del segle xix s'estimava en 1.500 habitants. La població havia estat fundada com a estació militar per a la protecció de la ruta entre Purniah a Rajmahal que era la seu del govern musulmà al segle segle xviii, la qual estava infectada de bandits. El fort està en ruïnes.